# Glaubérite
La glaubérite ou glauberite est un sulfate naturel de calcium et de sodium, de formule chimique Na2Ca(SO4)2. Il peut représenter une association intime de deux composés anhydres : l'anhydrite ou sulfate de calcium CaSO4 et la thénardite ou sulfate de sodium Na2SO4, ce dernier sel encore nommé par les Anciens sel sec de Glauber.
Ce minéral de maille monoclinique, rare, mais typique des roches évaporites marines ou des lacs alcalins, apparaît sous forme de cristaux prismatiques, tabulaires ou plus rarement sous forme de très beaux cristaux bipyramidaux. Très pur, il est incolore ou blanc, mais il est plus souvent dans ces formations massives ordinaires, véritablement rocheuses gris à jaunâtre, jaune pâle à roussâtre, parfois jusqu'à rouge brique.
Il a été répertorié en minéralogie par Alexandre Brongniart à partir d'échantillons du gisement de halite de Villarubia de Saint-Jacques, dans la contrée d'Ocaña près de Tolède en Espagne collectés et analysés semble-t-il au cours de l'année 1802, mais publié seulement en 1808. Son nom lui a été donné par sa ressemblance, en particulier chimique et d'aspect, avec le sel de Glauber.

## Caractéristiques
Ce minéral, transparent à translucide, a une densité avoisinant 2,81. Sa dureté varie de 2,5 à 3 sur l'échelle de Mohs. Son clivage est parfait, indistinct. Sa cassure est conchoïdale, avec un éclat vitreux à cireux, parfois un peu gras. Son trait est blanc et sa poussière souvent incolore. Sa saveur est souvent un peu saline ou alcaline, parfois amère et astringente.
Les cristaux offrent des faciès très variés : lenticulaires avec bords aigus, prismatiques, tabulaires ou à base tabulaire, parfois pyramidaux, souvent striés parallèlement à l'intersection, courbes ou en gradins, etc.
Chauffé en milieu fermé, il décrépite (en) puis fond facilement. Il colore la flamme en jaune, par effet des ions sodium.
Il se décompose dans l'eau, en sulfate de sodium soluble et en sulfate de calcium qui précipite. Ainsi, le minéral s'altère facilement à l'air humide en gypse. Une fine pellicule blanchâtre de gypse couvre souvent les pièces exposées. Les solutions de sulfate de sodium, soumises à évaporation, précipitent lentement sous forme de mirabilite.

## Formation
Il s'agit d'un minéral et d'une roche évaporite. Il se forme d'ailleurs en milieu lagunaire marin, mais aussi dans les eaux saumâtres des zones lacustres ou désertiques endoréiques. Elle est alors associée à la halite ou sel gemme, à la polyhalite, au gypse et à l'anhydrite, à la thénardite et à la mirabilite.
Un cas particulier de formation évaporitique est l'effet d'eaux météoriques dans des sables et des conglomérats désertiques. La glaubérite se forme dans ces conditions d'aridité extrême principalement dans des dépôts de nitrates et de borates. Il est le plus souvent associée dans les dépôts nitratés à la thénardite et à la blödite.
On le trouve également très rarement dans les cavités des roches magmatiques basaltiques. Il est aussi un produit de sublimation des fumerolles. Il est alors associé à la thénardite et à la sassolite.
Il apparaît parfois aussi dans les laves.

## Gisements
Il existe des réserves importantes en Arizona près des montagnes de sel (Salt mountains) ou de la Vallée Verte (Verde valley), au Nouveau-Mexique, notamment dans le bassin permien aux confins avec le Texas. Les lacs Searles (en), Borax, Soda, et la vallée saline du comté d'Inyo, source importante de minéraux évaporites en Californie, contiennent de la glaubérite.
Les mines salines contiennent parfois de grandes quantités de ce minéral, très souvent à l'état en masse compacte (roche), en agrégats lamellaires ou simplement en incrustations : c'est le cas par exemple de Varangéville dans le Saulnois en Lorraine, de Salzbourg en Autriche, de Stassfurt en Allemagne, de Villarubia près de Tolède ou d'Aranjuez en Castille en Espagne, de Range au Pakistan, de Gypsumville au Canada, de Milltown ou de Paterson au New-Jersey ou de Steinsburg en Pennsylvanie (États-Unis), à Tarapaca au Chili, dans les contrées désertiques d'Australie méridionale, etc.
La plupart des vieux gisements d'Europe occidentale sont des couches triasiques, à l'instar du Keuper lorrain ou des couches de Salzbourg, mais il ne faut pas oublier ni les couches permiennes de Ruthénie, de Russie centrale ou du sud des États-Unis, ni les évaporites des diverses zones karstiques.
De beaux et grands cristaux bipyramidaux peuvent être extraits à Ciempozuelos en Espagne. Il existe des géodes contenant de la glaubérite, souvent associée au gypse.

## Usage
C'est un minerai accessoire de sodium.
La Corée du Nord utilise la glauberite comme matière première dans la production de soude caustique.